# Homo disparitus
Homo disparitus (en version originale : The World Without Us) est un essai du journaliste américain Alan Weisman, publié en 2007. La version française est parue la même année, publiée par Flammarion. En se basant sur l'hypothèse d'une disparition brutale de l'espèce humaine, Weisman s'intéresse au travers de nombreux exemples précis à l'impact, durable, de l'humanité sur notre planète et l'ensemble de ses écosystèmes.

## Propos
Cette étude imagine le devenir de la planète Terre si l'humanité venait brutalement à disparaître. En se basant sur des entretiens avec des spécialistes et experts en divers domaines, elle décrit ainsi comment se détérioreraient les vestiges de toutes sortes laissés par l'espèce humaine — infrastructures et constructions diverses, villes, complexes industriels, déchets plastiques, chimiques et radioactifs, armes, etc. — ainsi que l'évolution induite de la faune et de la flore.
Alan Weisman en conclut notamment ainsi qu'en quelques siècles, les villes et quartiers résidentiels seraient redevenus forêts et qu'après quelques millénaires, seules quelques constructions souterraines, comme le tunnel sous la Manche, subsisteraient. Plus de cent mille ans seraient nécessaires pour que les niveaux de dioxyde de carbone dans l'atmosphère reviennent à leurs niveaux pré-humains. Nos déchets radioactifs, réalisations en bronze ainsi que le mont Rushmore constitueraient les dernières traces humaines sur Terre tandis que dans l'espace, la plaque de Pioneer et le Voyager Golden Record survivraient à cette dernière.
Pour tirer ses conclusions, Weisman a fait le tour du monde pour interroger de nombreux scientifiques, universitaires et autres experts dans les divers domaines dont il traite dans son ouvrage. Celui-ci est divisé en dix-neuf chapitres, chacun traitant d'un sujet différent. Parmi ceux-ci, l'auteur évoque notamment l'évolution de la faune et de la flore en divers lieux, témoins de l'évolution de la nature en dehors de la présence humaine : la forêt de Białowieża à la frontière de la Pologne et de l'Ukraine, les villes fantôme de Varosha, à Chypre, et de Pripiat, près de la centrale de Tchernobyl, ou encore la zone coréenne démilitarisée. Il s'intéresse également au devenir de grandes infrastructures si elles venaient à être privées de maintenance humaine, comme le canal de Panama ou le métro de New York.